# Associazione Sportiva Sora 1996-1997
Questa voce raccoglie le informazioni riguardanti l'Associazione Sportiva Sora nelle competizioni ufficiali della stagione 1996-1997.

## Rosa
| N. |                   | Ruolo | Calciatore          |
| -- | ----------------- | ----- | ------------------- |
|    | Italia (bandiera) | C     | Vincenzo Bencivenga |
|    | Italia (bandiera) |       | Cinelli             |
|    | Italia (bandiera) | D     | Gianluca Colavitto  |
|    | Italia (bandiera) | D     | Emilio Coraggio     |
|    | Italia (bandiera) | P     | Domenico Costantini |
|    | Italia (bandiera) | A     | Alessandro Damiani  |
|    | Italia (bandiera) | A     | Tommaso De Carolis  |
|    | Italia (bandiera) | D     | Tommaso Dei         |
|    | Italia (bandiera) | D     | Mario Giannoni      |
|    | Italia (bandiera) | D     | David Giubilato     |
|    | Italia (bandiera) | A     | Giacomo Lorenzini   |
|    | Italia (bandiera) | C     | Alessandro Manni    |

| N. |                   | Ruolo | Calciatore            |
| -- | ----------------- | ----- | --------------------- |
|    | Italia (bandiera) | C     | Michele Marcolini     |
|    | Italia (bandiera) | D     | Daniele Marcucci      |
|    | Italia (bandiera) | D     | Manuel Marcuz         |
|    | Italia (bandiera) | C     | Michele Martinelli    |
|    | Italia (bandiera) | C     | Walter Monaco         |
|    | Italia (bandiera) | D     | Antonio Pecoraro      |
|    | Italia (bandiera) | A     | Alessandro Provenzano |
|    | Italia (bandiera) | C     | Maurizio Pucci        |
|    | Italia (bandiera) | C     | Morris Manolo Ripa    |
|    | Italia (bandiera) | C     | David Ronchetti       |
|    | Italia (bandiera) | C     | Ivan Tisci            |

## Risultati

### Campionato

#### Girone di andata
| 1º settembre 1996 1ª giornata | Sora | 0 – 1 | Acireale |  |

| 8 settembre 1996 2ª giornata | Fermana | 0 – 0 | Sora |  |

| 15 settembre 1996 3ª giornata | Sora | 1 – 0 | Casarano |  |

| 22 settembre 1996 4ª giornata | Sora | 1 – 0 | Gualdo |  |

| 29 settembre 1996 5ª giornata | Nocerina | 2 – 0 | Sora |  |

| 6 ottobre 1996 6ª giornata | Sora | 0 – 0 | Juve Stabia |  |

| 20 ottobre 1996 7ª giornata | Avellino | 0 – 2 | Sora |  |

| 27 ottobre 1996 8ª giornata | Sora | 2 – 0 | Ischia Isolaverde |  |

| 3 novembre 1996 9ª giornata | Savoia | 3 – 0 | Sora |  |

| 10 novembre 1996 10ª giornata | Sora | 0 – 1 | Trapani |  |

| 24 novembre 1996 11ª giornata | Giulianova | 0 – 0 | Sora |  |

| 1º dicembre 1996 12ª giornata | Sora | 2 – 2 | Fidelis Andria |  |

| 8 dicembre 1996 13ª giornata | Ascoli | 2 – 0 | Sora |  |

| 15 dicembre 1996 14ª giornata | Sora | 0 – 0 | Lodigiani |  |

| 22 dicembre 1996 15ª giornata | Ancona | 2 – 1 | Sora |  |

| 29 dicembre 1996 16ª giornata | Sora | 0 – 3 | Atletico Catania |  |

| 12 gennaio 1997 17ª giornata | Avezzano | 0 – 0 | Sora |  |

#### Girone di ritorno
| 19 gennaio 1997 18ª giornata | Acireale | 2 – 1 | Sora |  |

| 26 gennaio 1997 19ª giornata | Sora | 1 – 1 | Fermana |  |

| 2 febbraio 1997 20ª giornata | Casarano | 2 – 2 | Sora |  |

| 9 febbraio 1997 21ª giornata | Gualdo | 1 – 0 | Sora |  |

| 16 febbraio 1997 22ª giornata | Sora | 1 – 0 | Nocerina |  |

| 23 febbraio 1997 23ª giornata | Juve Stabia | 2 – 0 | Sora |  |

| 2 marzo 1997 24ª giornata | Sora | 1 – 0 | Avellino |  |

| 9 marzo 1997 25ª giornata | Ischia Isolaverde | 2 – 0 | Sora |  |

| 16 marzo 1997 26ª giornata | Sora | 1 – 3 | Savoia |  |

| 29 marzo 1997 27ª giornata | Trapani | 2 – 0 | Sora |  |

| 6 aprile 1997 28ª giornata | Sora | 0 – 0 | Giulianova |  |

| 13 aprile 1997 29ª giornata | Fidelis Andria | 2 – 0 | Sora |  |

| 20 aprile 1997 30ª giornata | Sora | 2 – 1 | Ascoli |  |

| 26 aprile 1997 31ª giornata | Lodigiani | 0 – 0 | Sora |  |

| 4 maggio 1997 32ª giornata | Sora | 1 – 0 | Ancona |  |

| 11 maggio 1997 33ª giornata | Atletico Catania | 1 – 1 | Sora |  |

| 18 maggio 1997 34ª giornata | Sora | 3 – 1 | Avezzano |  |